# Not Alone (utwór muzyczny Arama Mp3)
Not Alone – utwór ormiańskiego piosenkarza Arama MP3, wydany 14 marca 2014. Piosenkę napisali Aram Sargsjan i Garik Papojan.
Utwór jest balladą z elementami dubstepu. Tekst piosenki mówi, by „nigdy się nie poddawać i zawsze walczyć o miłość”, bo „jeden pocałunek może wszystko zmienić”.
4 maja premierę miał oficjalny remiks utworu autorstwa DJ Serjo.
Utwór reprezentował Armenię podczas 59. Konkursu Piosenki Eurowizji. W maju został zaprezentowany w pierwszym półfinale konkursu i pomyślnie przeszedł do finału, w którym został ponownie zaprezentowany i zajął czwarte miejsce, zdobywszy 174 punkty w głosowaniu jurorów i telewidzów, w tym maksymalnych not 12 punktów z Austrii, Francji i Gruzji.

## Notowania na listach przebojów
| Kraj              | Notowanie (2014)     | Najwyższe miejsce |
| ----------------- | -------------------- | ----------------- |
| Dania             | Tracklisten Top 40   | 21                |
| Austria           | Singles Top 75       | 31                |
| Belgia (Flandria) | Ultratop 50 Singles  | 36                |
| Niemcy            | Media Control Charts | 44                |
| Szwecja           | Singles Top 60       | 45                |
| Szwajcaria        | Singles Top 75       | 53                |
| Irlandia          | Top 100 Singles      | 60                |
| Holandia          | Single Top 100       | 94                |